# Gia Corley
Gia Cymone Corley (Tacoma, Washington; 20 de mayo de 2002) es una futbolista alemana. Juega como delantera en el TSG 1899 Hoffenheim de la Bundesliga Femenina de Alemania. Es internacional con la selección sub-20 de Alemania.

## Trayectoria
Corley comenzó su carrera en el SV Fortuna Regensburg y en los equipos juveniles del 1. F. C. Núremberg y el SC Feucht.
En 2016 comenzó ha entrenar con las juveniles del Bayern Múnich, antes de que en 2018 se uniera al segundo equipo para disputar la segunda división alemana. Levantó el trofeo de esta división en la temporada 2018-19, y en 2019 llegó a su primer partido profesional cuando debutó con el primer equipo en la Liga de Campeones. Hizo su debut en la Bundesliga Femenina el 13 de septiembre de 2020, una victoria de visitante por 4-0 ante el Werder Bremen.
Al comienzo de la temporada 2021-22, fue fichada por el TSG 1899 Hoffenheim. En su primera temporada disputó 14 partidos de la Bundesliga en los que marcó tres goles y dos partidos en la Copa DFB.

## Selección nacional
Corley jugó para el combinado alemán como capitana en las selecciones sub-15, sub-16 y sub-17; conquistando con esta última el Campeonato Europeo Sub-17 de 2019. También formó parte de la plantilla de la selección sub-19. El 26 de noviembre de 2021 debutó con la selección sub-20 en una derrota amistosa ante la selección de Francia por 2-1.
Corley fue convocada para la Copa Mundial Sub-20 de 2022 en Costa Rica.

## Estadísticas

### Clubes
| Club                | País     | Año             |
| ------------------- | -------- | --------------- |
| Bayern Múnich II    | Alemania | 2018 - 2021     |
| Bayern Múnich       | Alemania | 2019 - 2021     |
| TSG 1899 Hoffenheim | Alemania | 2021 - presente |

## Palmarés

### Títulos nacionales
| Título              | Club          | País     | Año     |
| ------------------- | ------------- | -------- | ------- |
| Bundesliga Femenina | Bayern Múnich | Alemania | 2020-21 |

### Títulos internacionales
| Título                    | Equipo   | Sede     | Año     |
| ------------------------- | -------- | -------- | ------- |
| Campeonato Europeo Sub-17 | Alemania | Bulgaria | 2018-19 |

(*) Incluyendo la Selección

### Distinciones individuales
| Distinción                    | Año  |
| ----------------------------- | ---- |
| Medalla Fritz Walter (Bronce) | 2019 |
| Medalla Fritz Walter (Plata)  | 2020 |